# Nicholas Lyell
Pour les articles homonymes, voir Lyell.
Nicholas Walter Lyell (6 décembre 1938 - 30 août 2010) est un homme politique conservateur anglais.

## Jeunesse
Né à Londres, il est le fils du juge de la Haute Cour Maurice Lyell et de la sculpteur / designer Veronica Luard, fille de Lowes Luard, contemporain d'Augustus John et de Walter Sickert. Sa mère est décédée à l'âge de 11 ans, laissant Lyell et sa sœur Prue continuer la préservation du travail de leur grand-père.
Après des études à l'école Wellesley House dans la ville côtière de Broadstairs dans le Kent et à Stowe School, il épouse Lady Farrar, fille de Walter Runciman, 1er vicomte Runciman de Doxford. Lyell étudie l'histoire moderne à Christ Church, Oxford, où il rejoint le Bullingdon club, et après le service national avec la Royal Artillery devient avocat.

## Carrière juridique
Lyell suit une formation au sein du cabinet associé à la famille de sa belle-mère, Walter Runciman and Co, et est admis au barreau d'Inner Temple en 1965. Il fait son pupillage avec Gordon Slynn, et fait partie de l'équipe qui débat d'un cas concernant la première machine à éplucher l'oignon au monde. Il se spécialise en droit commercial et public.

## Carrière politique
Après s'être présenté sans succès à Lambeth Central en octobre 1974, Lyell est élu député pour Hemel Hempstead remportant le siège sur le Parti travailliste en 1979, de Mid Bedfordshire à partir de 1983, puis North East Bedfordshire aux élections de 1997, après avoir été battu pour la nomination par l'ancien député de Bristol Jonathan Sayeed dans la circonscription du Mid Bedfordshire.
Lyell est l'un des rares avocats à avoir combiné une brillante carrière au Parlement et un important cabinet privé. Après 20 ans au Barreau, il est nommé solliciteur général de 1987 à 1992 sous Margaret Thatcher, période pendant laquelle il traite l'affaire Factortame et procureur général pour la juridiction d’Angleterre-et-Galles et pour l’Irlande-du-Nord sous John Major de 1992 à 1997. Il est fait chevalier en 1987. Il ne se représente pas comme député aux élections de 2001.
Lyell est au centre de l'affaire de la matrice Churchill, la controverse de vente d'armes à Saddam Hussein. En 1996, le rapport Scott critique directement Lyell, en tant que procureur général, pour avoir tenté d'obtenir un «ordre de bâillonnement» pour empêcher la divulgation de documents secrets concernant la fourniture de machines-outils et de matériel à Bagdad.
Le 27 juin 2005, il est créé pair à vie, comme baron Lyell de Markyate, de Markyate dans le comté de Hertfordshire.

## Autres postes
Lyell est un ancien président du conseil des gouverneurs de la Stowe School, quittant son poste à la fin de l'année scolaire 2006–7. Toujours intéressé par la campagne et la culture, il est en 2005 président de la Fédération des artistes britanniques des Mall Galleries de Londres.
Lyell est un «nom» sur le marché de l'assurance de la Lloyd's de Londres qu'il le rejoint en 1974, mais subit d'énormes pertes dans les mauvaises années 1989 - 1992 à la suite de la catastrophe de la plate-forme pétrolière Piper Alpha en 1988 et le tsunami de réclamations pour dommages corporels liés à l'amiante. Ses pertes sont estimées de diverses manières entre 622 591 £ et 2 000 000 £.

## Vie privée
Marié à Susanna, le couple a deux fils et deux filles. Lyell est mort dans l'hospice de St Francis à Berkhamsted, Herts après une bataille de 12 ans contre le cancer le 30 août 2010,.